# Nicola Molè
Nicola Molè (Polia, 26 febbraio 1931 – Terni, 17 gennaio 2023) è stato un politico e avvocato italiano. Dal 1995 al 1999 presidente della Provincia di Terni, è stato attivo anche in ambito ecclesiale di impegno culturale.

## Biografia
Nacque a Polia, in provincia di Vibo Valentia, ma in gioventù si trasferì a Terni; laureatosi in giurisprudenza nel 1954 all'Università di Roma, Molè era avvocato iscritto all' albo degli avvocati di Terni sin dal 1958. Dal 1990 al 1995 fu inoltre membro del consiglio dello stesso ordine. Fu anche giudice conciliatore per alcuni anni. 
Iscritto all'Azione Cattolica fin da giovanissimo, fu presidente diocesano della Giac ternana dal 1951 al 1954,presidente diocesano e delegato regionale Aci dell’Umbria dal 1970 al 1980 e consigliere nazionale dal 1977 al 1988.  Attivo nel movimento ecclesiale di impegno culturale, fu tra coloro che prepararono la visita di Sua Santità Giovanni Paolo II a Terni; lo stesso pontefice lo nominò Commendatore dell'Ordine di San Gregorio Magno.
Molè fu anche presidente del consiglio pastorale diocesano ternano ad inizio 2000 e membro della segreteria del Congresso dei laici, vicepresidente del comitato diocesano per il Giubileo del 2000, cofondatore della Unione Giuristi Cattolici Italiani di Terni, di cui è stato primo presidente, presidente emerito e vice presidente.
Attivo anche in ambito politico, Molè fu candidato nelle liste della Democrazia Cristiana; con questo partito ricoprì il ruolo di consigliere comunale a Terni dal 1950 al 1970 e dal 1987 al 1993; nel 1993 si unì al nuovo partito politico di ispirazione socialista e cristiana, i Cristiano Sociali, i quali dal 1998 confluirono nei Democratici di Sinistra (DS).
Dal 1995 al 1999 è stato presidente della Provincia di Terni con una coalizione di centro-sinistra comprendente Ppi-Psi-Pds-Prc-Pdci; venne eletto al primo turno con il 59% delle preferenze. Su designazione del Comune di Terni è stato inoltre socio ordinario della Fondazione Cassa di Risparmio di Terni e Narni e dal 2008 membro del comitato d'indirizzo della medesima Fondazione.
Nel 1999 è cofondatore insieme a Mons. Franco Gualdrini  Vescovo di Terni della sezione di Terni dell'Unione Giuristi Cattolici Italiani di cui manterrà la Presidenza per oltre dieci anni fino al 2009 e, successivamente, fino alla sua morte sempre attivo, rieletto  nel Comitato Direttivo come Vice Presidente. 
Nel maggio 2013 pubblicò per le Edizioni AVE un volume che raccoglie le sue memorie, dal titolo "Uno dei tanti - memorie tra militanza religiosa e impegno politico".
Nel 2017 riceve per il suo impegno culturale e politico  il Premio UGCI Terni Tommaso Moro .
Morì nella sua abitazione di Terni il 17 gennaio 2023, all'età di 91 anni.